# Saint-Laurent-des-Bâtons
Saint-Laurent-des-Bâtons är en kommun i departementet Dordogne i regionen Nouvelle-Aquitaine i sydvästra Frankrike. Kommunen ligger i kantonen Sainte-Alvère som tillhör arrondissementet Bergerac. År 2018 hade Saint-Laurent-des-Bâtons 212 invånare.

## Befolkningsutveckling
Antalet invånare i kommunen Saint-Laurent-des-Bâtons
Referens:INSEE